# 葡萄酒窖 (纽伦堡)
葡萄酒窖（Weinstadel）是德国纽伦堡的一座中世纪建筑。它位于纽伦堡老城区佩格尼茨河以北的塞巴尔德区，马克斯桥（Maxbrücke）以北的马克斯广场（Maxplatz），是老城最著名的建筑古迹之一，也是纽伦堡历史之路的一站。葡萄酒窖这个名字源于其作为前帝国葡萄酒仓库的功能，该仓库于1571年在主楼的底层。.

## 历史
葡萄酒窖建于1446至1448年。1571年1月1日，帝国葡萄酒仓库设于底楼，因而得名。.
在1944年10月3日的轰炸中，大楼遭到严重的创伤。.
1950年，葡萄酒窖与毗邻的水塔一起被改建为学生宿舍。

## 建筑
葡萄酒窖建筑全长48米，是德国最大的木桁架结构建筑。